# Lemniscomys hoogstraali
Lemniscomys hoogstraali és una espècie de mamífer rosegador de la família dels múrids. És endèmic del Sudan del Sud. El seu hàbitat natural són les sabanes humides. Es desconeix si hi ha cap amenaça significativa per a la supervivència d'aquesta espècie. L'espècie fou anomenada en honor de l'entomòleg i parasitòleg estatunidenc Harry Hoogstraal.